# Mfou
Mfou es una comuna camerunesa perteneciente al departamento de Méfou-et-Afamba de la región del Centro.
En 2005 tiene 37 209 habitantes, de los que 10 533 viven en la capital comunal homónima.
Se ubica sobre la carretera P11, unos 10 km al sureste de la capital nacional Yaundé. El Aeropuerto Internacional de Yaundé Nsimalen se ubica en el territorio de esta comuna.

## Localidades
Comprende la ciudad de Mfou y las siguientes localidades:
- Abang
- Abembé I
- Abembé II
- Abimoah
- Adoum
- Akok
- Akoumbou
- Assok
- Assombo
- Awae
- Awae IV
- Beguele
- Bene Balot
- Bibié
- Ekali I
- Ekali II
- Ekali III
- Ekid Mekoé
- Ekok I
- Ekok II
- Ekoko I
- Ekoko II
- Ekombitié
- Ekoumeyen
- Ekpak
- Endoum
- Essabah
- Essazok
- Kamba I
- Kamba II
- Koumou I
- Koumou II
- Lobé
- Loum I
- Loum II
- Mekoé
- Mekomba
- Mehandan II
- Mehandan III
- Mendong I
- Mendong II
- Messeng
- Metet
- Mfida
- Mfou Village
- Minkan
- Ndangueng I
- Ndangueng II
- Ndangueng III
- Ndon Kol
- Ndong
- Ndziefidi
- Ngoum
- Nkassomo
- Nkilzok I
- Nkilzok II
- Nkolassi
- Nkolmefou I
- Nkolmefou II
- Nkolmeva'a
- Nkolmeyos
- Nkolnda
- Nkolngok
- Nkolngok
- Nkolnso'o
- Nkoloveng
- Nkolsalah
- Nkondom
- Nkongoa
- Nkongoa
- Nlobisson I
- Nsimalen
- Obout
- Odza I
- Okong
- Onyié
- Ossol
- Vian
- Yem
- Zalom
- Ndanko